# Vetenskapsåret 1733

## Händelser
- Chester Moore Hall uppfinner den akromatiska refrakterande linsen.
- John Kay uppfinner den flygande skytteln.
- William Kent uppfinner perambulatorn, en slags barnvagn.

## Pristagare
- Copleymedaljen: Utdelades ej detta år.

## Födda
- 13 mars - Joseph Priestley, brittisk naturalist och präst (död  1804)
- 4 maj - Jean-Charles de Borda, fransk matematiker, fysiker  (död 1799)
- 27 juli - Jeremiah Dixon, brittisk forskningsresande och astronom (död 1779)
- 18 september - George Read, amerikansk jurist och undertecknare av  Declaration of Independence  (död 1798)

## Avlidna
- 25 oktober - Giovanni Gerolamo Saccheri, italiensk matematiker (född 1667)